# گیلانگ
گیلانگ محله‌ای در کشور-شهر سنگاپور است که در شرق منطقه مرکزی آن واقع شده است. این منطقه در غرب رود سنگاپور قرار گرفته است.